# TUSTEP
Tustep je krajšava za računalniški program TUebinger System von TExtverarbeitungs-Programmen. Gre za programski paket, ki ga je razvila univerza v Tübingenu leta 1978. 
Namen programa je znanstveno  obdelovanje in analiziranje besedil znotraj  humanistike: opazovanje kolokacij, urejanje, razporejanje in izvoz. 
Močan element programskega sistema je kompleksen iskalnik. Možnosti poizvedbe so osredotočene na filološke probleme, vendar se program lahko uporablja tudi pri projektih  korpusnega jezikoslovja. 
TUSTEP je prilagodljiv zaradi modularne zasnove in  hitre obdelave. Primeren je za obdelavo  XML-podatkov ali generiranje XML-podatkov iz podatkov v drugih oblikah zapisa. 
Za usposabljanje in nadaljnje izobraževanje uporabnikov TUSTEP ter za spodbujanje izmenjave informacij znotraj skupnosti TUSTEP je odgovorna Mednarodna skupina uporabnikov Tustep. Naloge skupine so vzdrževanje, prenos, razvoj in razširjanje programskega paketa TUSTEP .
Programski sistem je zapisan v programskih jezikih Fortran in  C in je na voljo za operacijske sisteme Windows, Linux in macOS.